# Comissió d'Afers Jurídics
La Comissió d'Afers Jurídics (JURI, en les seves sigles en anglès) és un comitè del Parlament Europeu.

## Membres (2019–2024)
Després de la retirada del Regne Unit de la Unió Europea, la presidència de Lucy Nethsingha fou reemplaçada el 17 de febrer de 2020 per Adrián Vázquez Lázara. Aquests en són els membres durant la 9a legislatura (2019–2024):
| Eurodiputat                              | Estat         | Grup          |
| ---------------------------------------- | ------------- | ------------- |
| Adrián Vázquez Lázara (presidència)      | Espanya       | RE            |
| Sergey Lagodinsky (vicepresidència)      | Alemanya      | Els Verds/ALE |
| Marion Walsmann (vicepresidència)        | Alemanya      | PPE           |
| Iban García del Blanco (vicepresidència) | Espanya       | S&D           |
| Raffaele Stancanelli (vicepresidència)   | Itàlia        | CRE           |
| Manon Aubry                              | França        | GUE/NGL       |
| Gunnar Beck                              | Alemanya      | ID            |
| Geoffroy Didier                          | França        | PPE           |
| Ànguel Djambazki                         | Bulgària      | PPE           |
| Jean-Paul Garraud                        | França        | ID            |
| Esteban González Pons                    | Espanya       | PPE           |
| Mislav Kolakušić                         | Croàcia       | No inscrits   |
| Gilles Lebreton                          | França        | ID            |
| Karen Melchior                           | Dinamarca     | RE            |
| Jiří Pospíšil                            | Txèquia       | PPE           |
| Franco Roberti                           | Itàlia        | S&D           |
| Marcos Ros Sempere                       | Espanya       | S&D           |
| Liesje Schreinemacher                    | Països Baixos | RE            |
| Stéphane Séjourné                        | França        | RE            |
| József Szájer                            | Hongria       | PPE           |
| Marie Toussaint                          | França        | Els Verds/ALE |
| Axel Voss                                | Alemanya      | PPE           |
| Tiemo Wölken                             | Alemanya      | S&D           |
| Lara Wolters                             | Països Baixos | S&D           |
| Javier Zarzalejos                        | Espanya       | PPE           |

## Membres (2014–2019)
Aquests en són els membres durant la 8a legislatura (2014–2019):
| Eurodiputat                                         | Estat      | Grup          |
| --------------------------------------------------- | ---------- | ------------- |
| Max Andersson                                       | Suècia     | Els Verds/ALE |
| Joëlle Bergeron                                     | França     | ELD           |
| Marie-Christine Boutonnet                           | França     | No inscrits   |
| Jean-Marie Cavada (vicepresident)                   | França     | ALDE          |
| Kostas Chrysogonos                                  | Grècia     | GUE/NGL       |
| Therese Comodini Cachia                             | Malta      | PPE           |
| Mady Delvaux-Stehres (vicepresidenta)               | Luxemburg  | S&D           |
| Andrzej Duda                                        | Polònia    | CRE           |
| Rosa Estaràs Ferragut                               | Espanya    | PPE           |
| Laura Ferrara                                       | Itàlia     | ELD           |
| Lidia Joanna Geringer de Oedenberg (vicepresidenta) | Polònia    | S&D           |
| Mary Honeyball                                      | Regne Unit | S&D           |
| Dietmar Köster                                      | Alemanya   | S&D           |
| Sajjad Karim                                        | Regne Unit | CRE           |
| Gilles Lebreton                                     | França     | No inscrits   |
| Antonio Marinho de Pinto                            | Portugal   | ALDE          |
| Jiří Maštàlka                                       | Txèquia    | GUE/NGL       |
| Alessandra Moretti                                  | Itàlia     | S&D           |
| Emil Radev                                          | Bulgària   | PPE           |
| Julia Reda                                          | Alemanya   | Els Verds/ALE |
| Evelyn Regner                                       | Àustria    | S&D           |
| Pavel Svoboda (president)                           | Txèquia    | PPE           |
| József Szájer                                       | Hongria    | PPE           |
| Axel Voss (vicepresident)                           | Alemanya   | PPE           |
| Tadeusz Zwiefka                                     | Polònia    | PPE           |